# Weinbruderschaft
Weinbruderschaften, Weinkonvente, Weinzünfte oder Weinkollegs verstehen sich als kulturelle Vereinigungen zur Pflege des Weintrinkens. Die historische Bedeutung von Bruderschaften und Zünften findet sich im ausgehenden Mittelalter in den aufstrebenden Städten Mitteleuropas als Berufsverbände der Handwerker und Kaufleute. Auch die Weinberufe vereinigten ihre Interessen in Zünften und Bruderschaften. Die einzige noch existierende Weinbruderschaft mit echtem historischen Hintergrund ist die Noble Confrérie des Vignerons im französischen Vevey. Alle anderen verschwanden im ausgehenden 18. Jahrhundert. Die heute bekannten Zünfte, Konvente, Gilden und Weinbruderschaften sind Neugründungen, die in Anlehnung an die historischen Begebenheiten der Förderung des Kulturgutes Wein dienen (vergleiche Trinkkultur in Europa) und in der Regel nicht kommerziell orientiert sind.
In der Gemeinschaft der Deutschsprachigen Weinbruderschaften (GDW) sind Ende 2021 rund 50 Weinbruderschaften mit mehr als 6.500 Mitgliedern in Deutschland, Österreich und der deutschsprachigen Schweiz zusammengefasst. Die GDW ist eine nichtkommerzielle und weinkulturelle Vereinigung ideeller Art, die sich die Bewahrung und Förderung der Weinkultur im Allgemeinen sowie der Verbreiterung und Vertiefung des Weinwissens ihrer Mitglieder im Besonderen zur Aufgabe gemacht hat. Seit 2007 ist sie ein eingetragener Verein. Die Ziele der Weinbruderschaften basieren auf den Leitlinien, der Deidesheimer Resolution des Wiener Memorandums und der „Erklärung der Gemeinschaft Deutschsprachiger Weinbruderschaften“ aus dem Jahre 2000 in Oppenheim.

## Deutschland

### Mitglieder der Gemeinschaft Deutschsprachiger Weinbruderschaften

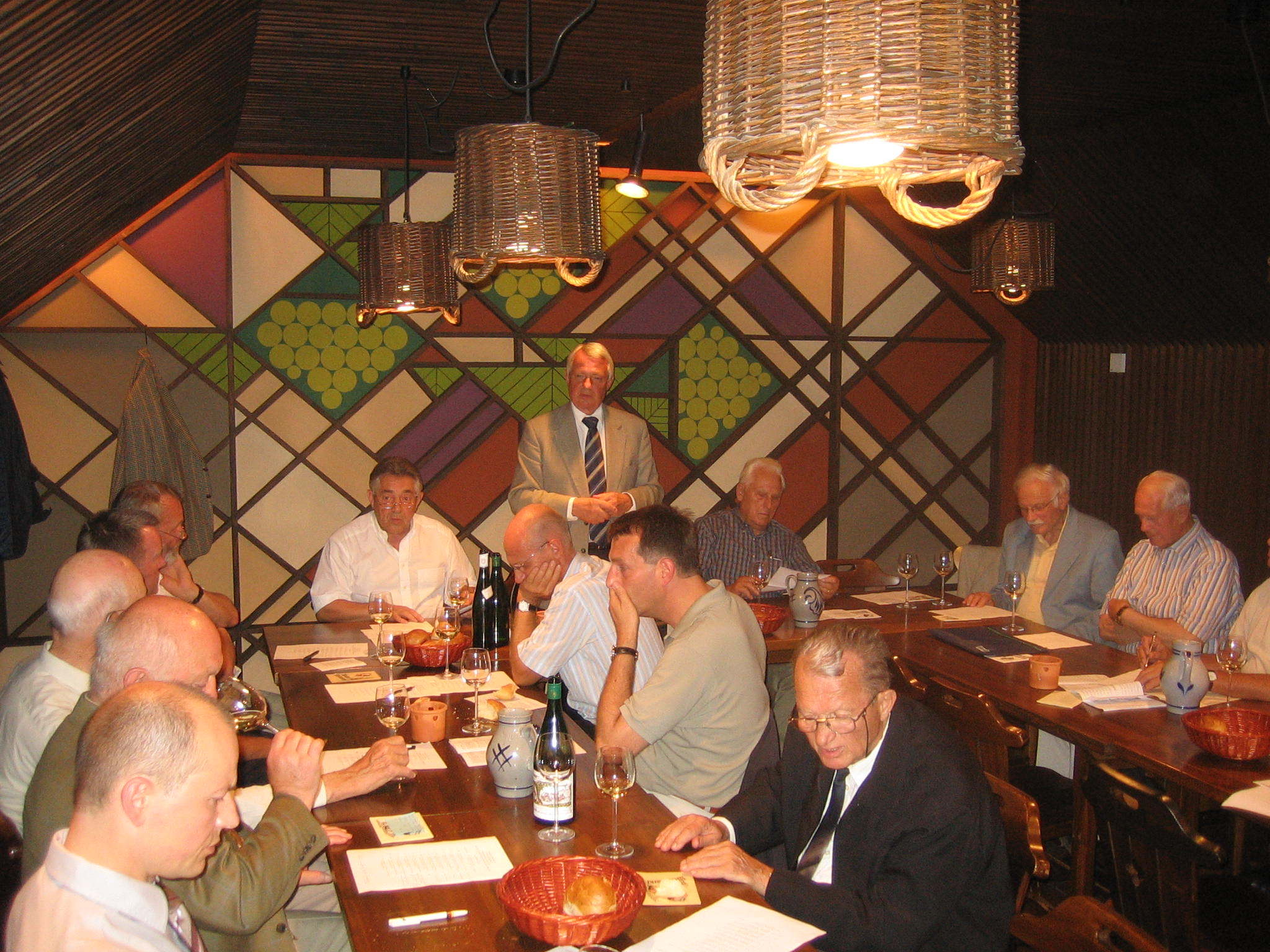
Die Zunft im Weinprobierkeller des Mainzer Rathauses (2006)

Die folgende Liste enthält die Mitglieder, sortiert nach ihrem Gründungsdatum:
- Die Ehrbare Mainzer Weinzunft von 1443 (Neugründung: 5. Oktober 1954)
- Weinbruderschaft der Pfalz (* 6. Dezember 1954)
- Weinbruderschaft zu Berlin (* 11. Dezember 1957)
- Weinzunft Bacchus, Bacharach (* 29. Januar 1960)
- Weinbruderschaft der Pfalz, Großkomturei München (* 23. März 1960)
- Weinbruderschaft zu Hamburg (* 12. November 1963)
- Weinbruderschaft zu Hannover (* 8. Dezember 1964)
- Erste Badische Weinbruderschaft zu Meersburg (* 7. Oktober 1966)

- Weinbruderschaft Mosel-Saar-Ruwer, Bernkastel-Kues (* 18. November 1967)
- Weinbruderschaft Baden-Württemberg, Stuttgart (* 1968)
- Weinbruderschaft Nürnberg – Komturei der Weinbruderschaft der Pfalz, Nürnberg (* 14. Juni 1969)
- Weinorden an der Nahe Bad Kreuznach (* 11. Juli 1969)
- Weinbruderschaft Sankt Martin zu Mülheim an der Ruhr (* 10. November 1969)
- Weinbruderschaft Rheinhessen zu St. Katharinen Oppenheim (* 31. Oktober 1970)
- Heidelberger Weinbruderschaft Kurpfalz (* 17. Mai 1972)
- Freunde des Walnussbaumes, Weinkapitel zu Holzminden (* 1. Mai 1974)
- Vestischer Weinkonvent zu Recklinghausen (* 29. April 1975)
- Weinbruderschaft der Pfalz, Komturei Berlin (* Juni 1976)
- Weinbruderschaft unserer Lieben Frau zu Oberwesel AD 1258 (* 1. September 1977)
- Weinsenat Binger Mäuseturm e. V. (* 15. März 1978)
- Siegerländer Weinkonvent e. V. Kreuztal (* 18. August 1978)
- Badischer Weinkonvent Pforzheim (* 1. Dezember 1978)
- Bacchusjünger Wangen (* 3. April 1979)
- Weinfreundeskreis Hochheim (* 9. Oktober 1979)
- Weinbruderschaft zu Köln (* 18. März 1982)
- Weinbruderschaft Franken Würzburg (* 12. Juli 1982)
- Mülheimer Weinkonvent (* 12. März 1983)
- Weinbruderschaft Braunschweiger Löwe e. V. (* 2. Dezember 1983)
- Weinkollegium Königliches Kelterhaus zu St. Remigius Boppard (* 20. Januar 1988)
- Geisenheimer Wein-Reimer e. V., Geisenheim (* 25. September 1989)
- Weinbruderschaft Heilbronn (* 11. Januar 1991)
- Wuppertaler Weinkonvent – Nordrhein-Westfalen, Wuppertal (* 23. Januar 1991)
- Weinbruderschaft Saale-Unstrut (* 1993)
- Weinkolleg Holstein – Lübeck – Mecklenburg Lübeck (* Dezember 1996)
- Die Lorcher Weinjunker (* ?)
- Weinfreunde vom Hellweg e. V. (* 17. Mai 2000)
- Weinkonvent zum Heiligen Goar e. V. (* ?)
- Deutsche Oenophilogen Gesellschaft e. V. (* ?)
- Weinbruderschaft Nassauer Land e. V. (* 24. Juni 2008)
- Weinbruderschaft Polling e. V. (* 19. November 2008)
- Orden der Freunde des Pfeddersheimer Weins (* ?)
- Ortenauer Weinbruderschaft e. V. (* ?)
- Rheinischer Weinkonvent e. V. (* 2003)

### Sonstige Weinbruderschaften, Konvente und Vereinigungen
- Collegium Vinum, Weinbruderschaft Rhein-Main von 1676 (Seligenstadt/Main)
- Rheingauer Weinkonvent Kloster Eberbach (* 3. März 1971)
- Meissnische Weinbruderschaft e. V. (* 25. Oktober 1999)
- Erste Markgräfler Weinbruderschaft e. V., Auggen (* ?)
- Erzgebirgisch-vogtländische Weinbruderschaft (* ?)
- Weinbruderschaft St. Martin zu Zofingen (* 17. April 1959)
- Dreiländer-Weinbruderschaft (* ?)
- Kölner Weinforum (* 1999)
- Langenfelder Weinjunker e. V. (* ?)
- Mainzer-Wein-Gilde (* 2. Januar 2008)
- Ingelheimer Weinkollegium (* 1978)
- Weinbruderschaft Breyer Hämmchen e. V. (* 2005)[5]
- Weinbruderschaft Mittelrhein-Siebengebirge (Rheinweinbruderschaft) (* 3. Juni 1983)[6]
- Siegburger Weinbrüder e. V. (* 9. August 2012)[7][8]

## Österreich

### Mitglieder der Gemeinschaft Deutschsprachiger Weinbruderschaften
- Weinbruderschaft Krems – Erste österreichische Weinbruderschaft Krems (* 1970)
- Österreichische Weinbruderschaft (* 1971)
- Österreichische Weinschwesternschaft, Wien (* 1986)
- Weingilde Montfort (* 1988)

### Sonstige Bruderschaften
- Collegium Austriacum Vinarii Ebibiti (CAVE) (* 1981)
- Aelium Cetium Weinbruderschaft in St. Pölten (* 1989)[9]
- Tiroler Weinbruderschaft (* 1993)[10]
- Johanniter Weinbruderschaft, Klösterle am Arlberg (1995)[11]
- Weinbruderschaft Abazanes, Absam/Tirol (* 2000)[12]
- Weinbruderschaft Gurgltal (* 20. Februar 2002)[13]
- Weinbruderschaft Südsteiermark (* 2019)[14]

## Schweiz

### Mitglieder der Gemeinschaft Deutschsprachiger Weinbruderschaften
- ANAV Sektion Graubünden
- Weingilde Gallus (* 16. Oktober 1966)

### Mitglieder des Schweizer Bundes der Wein- und Gastromiebruderschaften
- Académie du Cep
- Association des Gourmettes
- Bourgeoisie du Vin de l'Anav
- Chevalier de la Cave de Bevaix
- Compagnie des Vignolants du Vignoble Neuchâtelois
- Confrérie des Chevaliers de Beau-Soleil
- Confrérie des Vignobles Fribourgeois
- Confrérie du Grand Apier de Suisse
- Confrérie du Guillon
- Gilde Suisse des Sommeliers
- La Noble Confrérie des Olifants du Bas Lac en Pays de Neuchâtel
- Ordine dei Grancoppieri del Cantone Ticino
- Ordre Bien Faisant des Goûte-Vin
- Ordre de la Channe (www.ordre-de-la-channe.ch)
- Weingilde Gallus (* 16. Oktober 1966)
- Weinbruderschaft St. Martin zu Zofingen (* 17. April 1959)

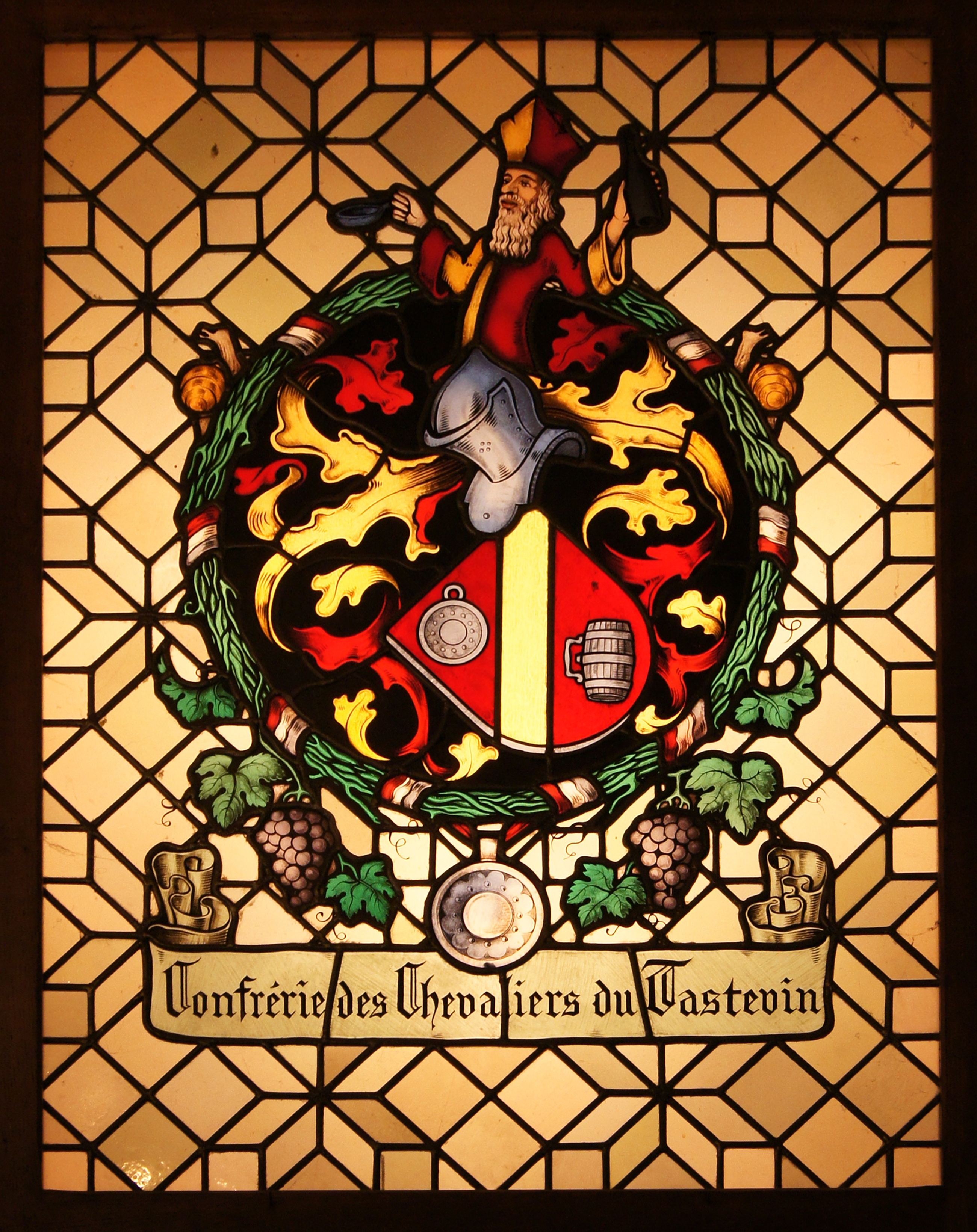
Wappen des Confrérie du Tastevin, Clos de Vougeot, Burgund

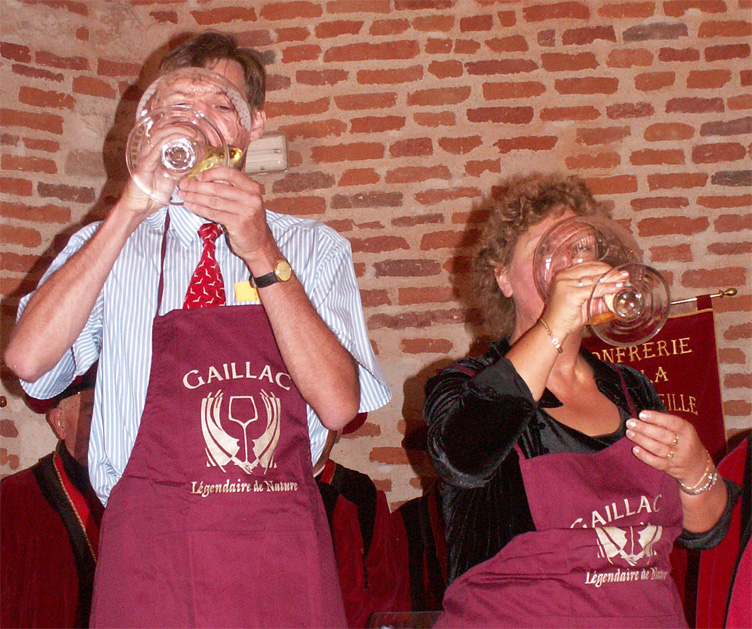
Épreuve du vin (Weinprobe), Teil des Aufnahmerituals des Ordre de la Dive Bouteille (2006)

## Frankreich
Bekannte französische Weinbruderschaften:
- Confrérie des Chevaliers du Tastevin (Burgund)[15]
- Jurade de Saint-Émilion (Saint-Émilion, Bordeaux)
- Ordre de la Dive Bouteille (Gaillac, Sud-Ouest)
- Les Chevaliers de la Chantepleure (Vouvray, Indre-et-Loire)